# Beulah Bondi
Beulah Bondi (Valparaiso (Indiana), 3 mei 1889 – Los Angeles, 11 januari 1981) was een Amerikaanse actrice die optrad op toneel, in films en op televisie. Ze begon haar loopbaan op toneel toen ze nog kind was en begon haar filmcarrière in 1931, toen ze een rol kreeg in Street Scene. In de jaren 30 speelde ze bijrollen in een groot aantal films en werd tweemaal genomineerd voor een Oscar voor beste vrouwelijke bijrol. In 1976 won ze een Emmy Award voor haar rol in de televisieserie The Waltons.

## Jeugdjaren
Beula Bondi werd geboren als Beulah Bondy in Valparaiso in Indiana. Haar moeder Eva Suzanna Marble (haar geboortenaam) was een actrice en haar vader Abraham O. Bondy werkte in onroerend goed. Toen Bondi zeven jaar was, speelde ze de titelrol in het toneeltuk Little Lord Fauntleroy in haar geboortestad. In 1907 studeerde ze af aan de Frances Shimer Academie en studeerde redevoering aan de Valparaiso Universiteit, waar ze in 1916 haar bachelor haalde en in 1918 haar master.

## Filmcarrière
Op 21 december 1925 maakte Bondi haar debuut op Broadway in het 49th Street Theater in One of the Family, een toneelstuk van Kenneth S. Webb. Haar tweede rol speelde ze in 1926 in Maxwell Andersons toneelstuk Saturday's Children. Bondi werd ontdekt toen ze optrad in Elmer Rice's toneelstuk Street Scene, dat op 10 januari 1929 in première ging aan het Playhous Theatre. Op 45-jarige leeftijd speelde ze haar filmdebuut in de filmversie van Street Scene in 1931, waar ze opnieuw de rol speelde van Emma Jones.
In 1936 werd de Oscar voor beste vrouwelijke bijrol geïntroduceerd en Beula Bondi behoorde dankzij haar rol in The Gorgeous Hussy tot de eerste vijf genomineerden. Twee jaar later werd ze opnieuw voor deze Oscar genomineerd voor Of Human Hearts. Beide keren won ze geen oscar, maar dankzij haar nominaties werd ze vaak gecast, meestal in de rol van de moeder van de hoofdpersoon in de film. Zo speelde ze in vier films de moeder van James Stewart, namelijk Of Human Hearts (1938), Vivacious Lady (1938), Mr. Smith Goes to Washington (1939) en It's a Wonderful Life (1946).

### Filmselectie
- Street Scene (1931)
- Rain (1932)
- Registered Nurse (1934)
- Finishing School (1934)
- Ready for Love (1934)
- The Invisible Ray (1936)
- The Trail of the Lonesome Pine (1936)
- Hearts Divided (1936)
- The Gorgeous Hussy (1936)
- Maid of Salem (1937)
- Make Way for Tomorrow (1937)
- The Sisters (1938)
- The Buccaneer (1938)
- Of Human Hearts (1938)
- Vivacious Lady (1938)
- On Borrowed Time (1939)
- The Under-Pup (1939)
- Mr. Smith Goes to Washington (1939)
- Remember the Night (1940)
- Our Town (1940)
- Penny Serenade (1941)
- The Shepherd of the Hills (1941)
- One Foot in Heaven (1941)

- Watch on the Rhine (1943)
- Tonight We Raid Calais (1943)
- The Very Thought of You (1944)
- The Southerner (1945)
- Back to Bataan (1945)
- Sister Kenny (1946)
- It's a Wonderful Life (1946)
- The Sainted Sisters (1948)
- The Snake Pit (1948)
- So Dear to My Heart (1948)
- Mr. Soft Touch (1949)
- Reign of Terror (1949)
- The Baron of Arizona (1950)
- The Furies (1950)
- Lone Star (1952)
- Latin Lovers (1953)
- Track of the Cat (1954)
- Back from Eternity (1956)
- The Unholy Wife (1957)
- A Summer Place (1959)
- Tammy Tell Me True (1961)
- Tammy and the Doctor (1963)

## Televisiecarrière
Beula Bondi verscheen onder andere in de televisieseries Alfred Hitchcock Presents en Wagon Train. Haar laatste optreden als actrice was in de televisieserie The Waltons, in de episodes The Conflict (september 1974) en The Pony Cart (december 1976). Voor haar rol in The Pony Cart ontving ze een Emmy Award, die ze op 87-jarige leeftijd in ontvangst nam.

## Overlijden
Op 91-jarige leeftijd overleed Beula Bondi op 11 januari 1981 in Los Angeles, nadat ze thuis over haar kat was gestruikeld en enkele ribben gebroken had. Hoewel ze in een groot aantal films als moederfiguur optrad, was ze zelf nooit getrouwd geweest en liet ze geen kinderen na. Ze werd gecremeerd, waarna haar as boven de Grote Oceaan werd verstrooid.
- Biblioteca Nacional de España: XX1264638
- Bibliothèque nationale de France: cb14009414p (data)
- Gemeinsame Normdatei: 143921991
- International Standard Name Identifier: 0000 0001 1931 9087
- Library of Congress Control Number: n85327110
- MusicBrainz: 14bf73bb-03f2-4ebf-90c4-a33869a59278
- Nationale Bibliotheek van Israël: 987007452632505171
- Nederlandse Thesaurus van Auteursnamen: 334430224
- Istituto Centrale per il Catalogo Unico: DDSV100264
- SNAC: w63c6p94
- Système universitaire de documentation: 077200454
- Virtual International Authority File: 2668337
- WorldCat: E39PBJqqyCK7Mb37QvDrGM3hHC